# Ambrault
Ambrault település Franciaországban, Indre megyében. Lakosainak száma 887 fő (2022. január 1.). Ambrault Bommiers, Mâron, Meunet-Planches, Saint-Août, Sassierges-Saint-Germain és Vouillon községekkel határos.

## Népesség
A település népességének változása:
| Lakosok száma | 692  | 642  | 669  | 805  | 931  | 903  | 894  | 891  | 890  | 887  |
|               | 1968 | 1982 | 1990 | 2006 | 2013 | 2015 | 2017 | 2019 | 2020 | 2022 |